# Condado de Musselshell
El condado de Musselshell es un condado del estado de Montana, Estados Unidos. Tiene una población estimada, a mediados de 2023, de 5308 habitantes.
La sede del condado es Roundup.

## Geografía
Según la Oficina del Censo, el condado tiene una superficie total de 4849 km², de los cuales 4841 km² corresponden a tierra firme y 7 km² están cubiertos de agua.

### Condados adyacentes
- Condado de Fergus - noroeste
- Condado de Petroleum - norte
- Condado de Rosebud - este
- Condado de Yellowstone - sur
- Condado de Golden Valley - oeste

### Carreteras
- U.S. Highway 12
- U.S. Highway 87

## Demografía
Según la estimación 2018-2022 de la Oficina del Censo, los ingresos medios de los hogares del condado son de $54 875 y los ingresos medios de las familias son de $60 000. Los ingresos per cápita en los últimos doce meses, medidos en dólares de 2022, son de $32 506. Alrededor del 11.8% de la población está por debajo de la línea de pobreza nacional.

## Comunidades

### Ciudades
- Roundup

### Pueblos
- Melstone

### Lugares designados por el censo (census-designated places,CDP)
- Camp Three
- Flat Willow Colony
- Kilby Butte Colony
- Klein
- Musselshell